# 文件币
菲乐币(⨎)（英語：Filecoin）是一个开源、面向大众开放的加密货币和数字支付系统。菲乐币系统旨在打造一个基于区块链系统的数据存储和检索方法。它是協議實驗室以星际文件系统为基础而创造的。
菲乐币在ICO預销售 和ICO销售中分别集资5200万美元和2亿美元.
菲乐币于2020年10月15日14:00 （UTC）在148888高度上线主网 。

## 初期矿工停摆
菲乐币（FileCoin，FIL）要求参与的矿工进行前置抵押，前置质押是在 540 天后释放，加上挖矿收益180天的线性释放规则，相对来说，对矿工并不友好。在主网上线之初，矿工只能高价从市场上买入菲乐币（FIL代币）才能满足前置抵押的要求，这一点加大了矿工的负担和风险。加上代币分配不透明性（官方150万代币的做市资金、测试网代币映射到主网）及初期币价暴跌，加深了矿工的不满和猜忌，甚至一度出现矿工大规模“停摆”的现象。  

## 分叉
社区讨论矿工停摆问题时，也引出了对菲乐币的代币分配方案、挖矿效率、扩展性等方面的不同需求，但由于菲乐币中心化的治理机制，相关提案未能迅速的得到官方的回应。而后，部分团队试图对菲乐币进行硬分叉。

## 争议
根据谷歌趋势统计，filecoin的搜索地区前五是中国、新加坡、土耳其、香港、挪威，并且这个是中国屏蔽Google的情况下，舆论普遍认为filecoin绝大部分矿工都是中国人。
在filecoin主网里面，封装的数据全部都是随机生成的无意义数据，被认为是浪费资源。